# Umberto Locati
Umberto Locati (Castel San Giovanni, 4 marzo 1503 – Piacenza, 17 ottobre 1587) è stato un vescovo cattolico italiano.
È stato vescovo di Bagnoregio negli anni 1568-1581.

## Biografia
Umberto Locati fu ordinato sacerdote nell'Ordine dei frati predicatori.
Nel 1558 fu nominato inquisitore di Pavia e nel 1560 di Piacenza, incarico che esercitò fino a quasi tutto il 1566.
Il 5 aprile 1568 papa Pio V lo nominò vescovo di Bagnoregio. Il 25 aprile 1568 fu consacrato vescovo da Scipione Rebiba, cardinale presbitero di Sant'Angelo in Pescheria. Svolse l'ufficio di vescovo di Bagnoregio fino alle sue dimissioni nel 1581. Morì il 17 ottobre 1587.
È autore di diversi saggi, tra cui uno sull'origine di Piacenza. Il suo lavoro più importante è il manuale per gli inquisitori intitolato Opus quod iudiciale inquisitorum dicitur, dedicato a papa Pio V, pubblicato nel 1569.

## Genealogia episcopale
La genealogia episcopale è:
- Cardinale Scipione Rebiba
- Vescovo Umberto Locati

## Opere
- De placentinae urbis origine, sucessu et laudibus
- Italia trauagliata nouamente posta in luce...
- Praxis judiciaria inquisitorum